# Горностаевский поселковый совет
Горностаевский поселковый совет (укр. Горностаївська селищна рада) — входит в состав
Горностаевского района
Херсонской области
Украины.
Административный центр поселкового совета находится в 
пгт Горностаевка.

## Населённые пункты совета
- пгт Горностаевка
- с. Зелёный Под